# سباستین میچود
سباستین میچود (فرانسوی: Sébastien Michaud؛ متولد ۷ مه ۱۹۸۷) در سن ۵ سالگی و در ادامه راه پدر و برادرانش تکواندو را شروع کرد. وی در ژولیت، کبک متولد شد و در حال حاضر در شهر کبک زندگی می‌کند و در آنجا رشته مهندسی نرم‌افزار را در دانشگاه لاوال تحصیل می‌کند. در ۱۰ آوریل ۲۰۱۲، وی به عنوان رئیس انجمن دانشجویان مهندسی نرم‌افزار دانشگاه لاوال معرفی شد.

## حرفه
سباستین در بازی‌های المپیک تابستانی ۲۰۰۸ به همراه ایوت گوندا و کارین سرگری یکی از اعضای تیم سه نفره تکواندو المپیک کانادا بود. وی بار دیگر در بازی‌های المپیک تابستانی ۲۰۱۲ نماینده کانادا شد.

### نکات برجسته شغلی
- مسابقات مقدماتی المپیک جهانی ۲۰۰۷: مقام اول
- مسابقات جهانی تکواندو ۲۰۰۷: مدال برنز
- مسابقات قهرمانی بزرگسالان کشور کانادا در سال ۲۰۰۷: مدال طلا
- مسابقات قهرمانی پان امریکن ۲۰۰۶: مدال طلا
- مسابقات قهرمانی بزرگسالان کشور کانادا ۲۰۰۶: مدال طلا